# Mangweni Stadium
Mangweni Stadium – to wielofunkcyjny stadion w Nukuʻalofie na Tonga. Jest obecnie używany głównie dla meczów piłki nożnej. Stadion mieści 3000 osób. Używany jest także do głównych uroczystości i zawodów lekkoatletycznych.